# ICalendar
iCalendar är ett filformat som möjliggör att skicka mötesförfrågningar och uppgifter. Icalender har idag ett brett stöd av applikationer som Google Calendar, Apple Calendar (före detta iCal), IBM Lotus Notes, Yahoo! Calendar, Evolution (software), eM Client, Lightning (software), Mozilla Thunderbird, SeaMonkey, och delvis av Microsoft Outlook.

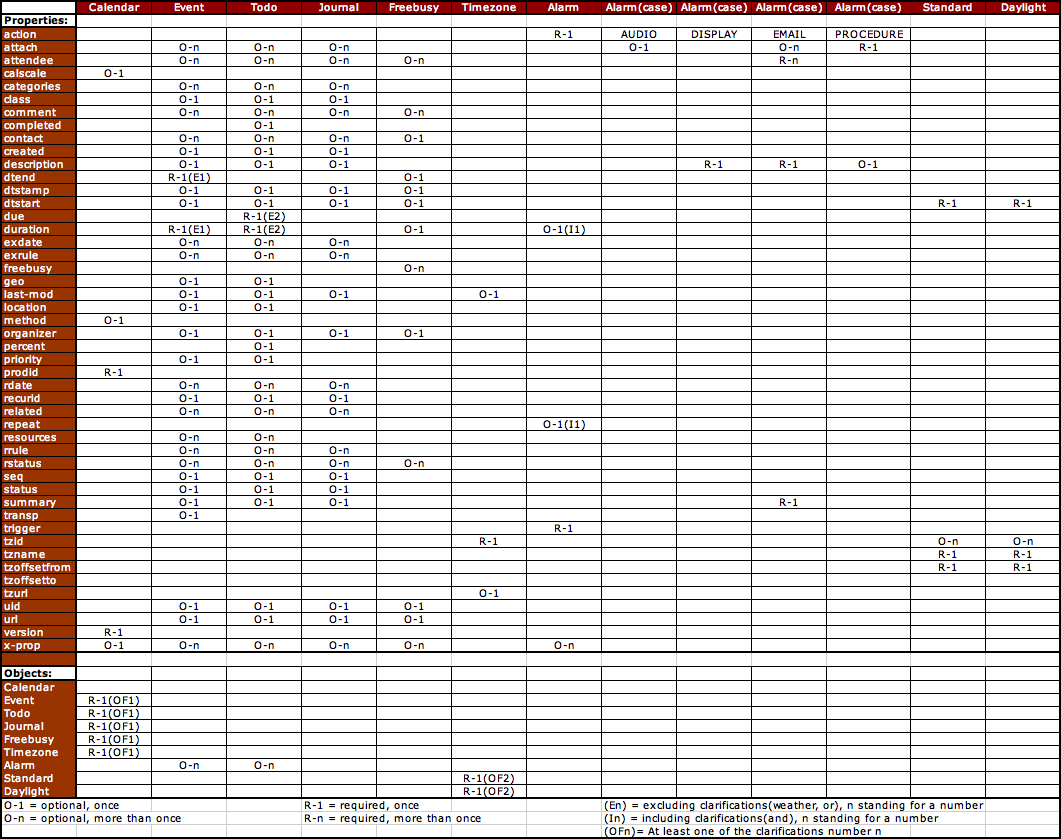
Icalenders parametrar